# Feyzin
Feyzin là một xã thuộc tỉnh Rhône trong vùng Rhône-Alpes phía đông nước Pháp. Xã này nằm ở khu vực có độ cao trung bình 204 mét trên mực nước biển.
Feyzin thuộc Grand Lyon.
Nhà máy lọc dầu gần Feyzin là nơi xảy ra tai họa Feyzin ngày 4/1/1966 gây ra cái chết cho 18 người, bị thương 81 người.